# Indijska filozofija
Indijska filozofija (sanskrit: darśhana) označava na filozofske škole i tradicije Indijskog potkontinenta.
Istorija indijske filozofije može se grubo podeliti u tri duža perioda: predsistematska misao Veda, upanišada, epova i ranog budizma; klasični sistemi hinduističke, budističke i đainske misli, uključujući i teologije teističkih tradicija; i savremena indijska filozofija od XIX veka do danas. Današnji indijski filozofi razmatraju i ideje preuzete iz tradicije Zapada.
Većina knjiga antičke indijske filozofije su bili komentari koji razjašnjavaju izvorne religijske i filozofske tekstove. Mnoštvo tumačenja vodilo je do formiranja različitih škola, koje su u srednjem veku postale poznate kao šest škola filozofije ili šest daršana, i to: samkja, joga, mimamsa, vedanta, njaja i vaišesika. Osnovno nastojanje svih škola je da se čovek, zasenjen urođenim neznanjem, avidya, uputi putem istine.
Razvojem indijske misli je gospodario asketski ideal. Moralno vladanje ima za cilj očišćenje, življenje u skladu s moralnim propisima zaustavlja ili uspavljuje želje i strasti, koje, zaokupljajući, uznemiravajući ili kaljajući um, sprečavaju svetlost istine da se na njega izlije ili da se u njemu trajno nastani: jedino spokojan um može da učestvuje u saznanju.

## Istorija
Filozofija u Indiji ima dugu tradiciju. Niz različitih škola razvilo je svoje postavke u odnosu na pitanja epistemologije i ontologije - to jest, pitanja koja su se ticala proučavanja valjanosti, dostupnosti i obima znanja, kao i na prve principe bića. Različite filozofske škole označavale su se terminom daršana, "gledište", što je podrazumevalo kritički pogled na svet, iako su i drugi termini, kao što su vada ili "razgovor", takođe bili korišćeni. Sve ove škole cvetale su između VII i XVII veka.
Od VII veka nadalje tradicija komentara svetih tekstova (ili sutra) počela je naglo da buja. Ove sutre bile su često toliko jezgrovite da ih nije bilo moguće razumeti bez komentara i - neizbežno - različiti komentari nudili su i različite interpretacije. Ovi sistemi tumačenja postali su kodifikovani u srednjem veku i to u šest škola filozofije ili šest daršana, a to su samkja, joga, mimamsa, vedanta, njaja i vaišesika, koje se opet često grupišu u tri para: samkja-joga, mimamsa-vedanta i njaja-vaišesika. Ovakvu šemu predlagali su zagovornici bramanske ortodoksije, kako bi kodifikovali različite škole u one koje prihvataju vedu kao otkrovenje (astika, pravoverne) i one koje odbacuju ova verovanja (nastika), a to su bili đaini, budisti i materijalisti. Ova šema takođe prenebregava važne filozofske spekulacije koje su bile fokusirane na boga Šivu, šaiva sidhanta i ne-saidhantika tradicije (kasnije su često označavane kao kašmirski šaivizam).
I dok su sve one imale zajedničku terminologiju, astika škole razlikovale su se u znatnoj meri po svom gledanju na sopstvo, proces reinkarnacije i druge metafizičke pojmove. Na primer, advaita (u značenju ne-dvojstvo) škola Šankare, bramanskog filozofa rođenog u Kerali (788—820), zagovara da kroz otkrovenje sagledavamo jedinstvenu realnost brahmana, sa kojim je "sopstvo" identično, dok vaišesika škola tvrdi da je postojanje sastavljeno od sićušnih, atomskih entiteta. Svaka od ovih tradicija smatrala je sebe učenjem koje doprinosi oslobađanju (mokša) iz ciklusa reinkarnacija.
Nasuprot ovome, indijska filozofija u XX i XXI veku nema ovakve spasilačke ambicije i pod snažnim je uticajem filozofije Zapada. Savremena proučavanja indijske filozofije su naročito usmerena na jezik i logiku.

## Glavna pitanja
Najčešća pitanja koja su zaokupljala indijsku filozofsku analizu bila su: pitanje bića, da li postoji zaista samo jedna primarna stvarnost ili mnoštvo stvarnosti; značenje čovekovog života; priroda jezika i odnos reči prema objektu; i na kraju priroda znanja. Dok su neka od ovih pitanja sasvim bliska glavnim debatama u okviru zapadne filozofije, stil izlaganja indijske filozofije karakterističan je po tome da se debata tokom niza vekova odvijala uglavnom kroz komentare svetih tekstova.
U čitavom toku indijske filozofije etička zaokupljenost je prilično neizražena. Osnovno nastojanje svih škola je da se čovek, zasenjen urođenim neznanjem (avidya), uputi na svetlosni put istine. Istina gotovo uvek zahteva dugotrajnu i čvrstu disciplinu. Osvajanje istine pretpostavlja odvojenost od sveta, prestanak nemira psihofizičkog kompleksa, zadovoljstva i bola, pobedu nad tvrdokornim potvrđivanjem ličnosti, koja zapravo ne postoji.

## Literatura
- Đuzepe Tuči, Istorija indijske filozofije, NOLIT, Beograd, 1982.
- Kembridžova ilustrovana istorija religije, Stylos, Novi Sad, 2006.
- Dundas, Paul (2002) [1992], The Jains (Second изд.), Routledge, ISBN 978-0-415-26605-5
- Nicholson, Andrew J. (2010), Unifying Hinduism: Philosophy and Identity in Indian Intellectual History, Columbia University Press
- Apte, Vaman Shivram (1965). The Practical Sanskrit-English Dictionary (Fourth Revised and Enlarged изд.). Delhi: Motilal Banarsidass Publishers. ISBN 978-81-208-0567-5.
- Basham, A.L. (1951). History and Doctrines of the Ājīvikas (2nd изд.). Delhi, India: Moltilal Banarsidass (Reprint: 2002). ISBN 978-81-208-1204-8. originally published by Luzac & Company Ltd., London, 1951.
- Balcerowicz, Piotr (2015). Early Asceticism in India: Ājīvikism and Jainism (1st изд.). Routledge. стр. 368. ISBN 9781317538530.
- Cowell, E. B.; Gough, A. E. (2001). The Sarva-Darsana-Samgraha or Review of the Different Systems of Hindu Philosophy: Trubner's Oriental Series. Taylor & Francis. ISBN 978-0-415-24517-3.
- Flood, Gavin (1996), An Introduction to Hinduism, Cambridge: Cambridge University Press, ISBN 978-0-521-43878-0
- Gandhi, M.K. (1961). Non-Violent Resistance (Satyagraha). New York: Schocken Books.
- Jain, Dulichand (1998). Thus Spake Lord Mahavir. Chennai: Sri Ramakrishna Math. ISBN 978-81-7120-825-8.
- Michaels, Axel (2004). Hinduism: Past and Present. New York: Princeton University Press. ISBN 978-0-691-08953-9.
- Radhakrishnan, S (1929). Indian Philosophy, Volume 1. Muirhead library of philosophy (2nd изд.). London: George Allen and Unwin Ltd.
- Radhakrishnan, S.; Moore, CA (1967). A Sourcebook in Indian Philosophy. Princeton. ISBN 978-0-691-01958-1.
- Stevenson, Leslie (2004). Ten theories of human nature. Oxford University Press. 4th edition.
- Hiriyanna, M. (1995). Essentials of Indian Philosophy. Motilal Banarsidas. ISBN 978-81-208-1304-5.
- Chatterjee, Satischandra; Datta, Dhirendramohan (1984). An Introduction to Indian Philosophy (Eighth Reprint изд.). Calcutta: University of Calcutta.
- Dyczkowski, Mark S. G. (1987). The Doctrine of Vibration: An Analysis of the Doctrines and Practices of Kashmir Shaivism. Albany, New York: State University of New York Press. ISBN 0-88706-432-9.
- Guttorm Fløistad (28. 2. 1993). Philosophie asiatique/Asian philosophy. Springer Netherlands. ISBN 978-0-7923-1762-3.
- Flood, Gavin, ур. (2003). The Blackwell Companion to Hinduism. Malden, MA: Blackwell Publishing Ltd. ISBN 1-4051-3251-5.
- Flood, Gavin (2005). The Tantric Body: The Secret Tradition of Hindu Religion. I. B. Tauris. ISBN 1845110110.
- Grimes, John A. (1989). A Concise Dictionary of Indian Philosophy: Sanskrit Terms Defined in English. SUNY Press. ISBN 978-0-7914-0100-2.
- King, Richard (2007), Indian Philosophy. An Introduction to Hindu and Buddhist Thought, Georgetown University Press
- Lochtefeld, James G. (2002). The Illustrated Encyclopedia of Hinduism: N-Z. The Rosen Publishing Group. ISBN 978-0-8239-3180-4.
- Müeller, Max (1899). Six Systems of Indian Philosophy; Samkhya and Yoga, Naya and Vaiseshika. Calcutta: Susil Gupta (India) Ltd. ISBN 0-7661-4296-5. Reprint edition; Originally published under the title of The Six Systems of Indian Philosophy.
- Perrett, Roy W. (2000). Philosophy of Religion. Taylor & Francis. ISBN 978-0-8153-3611-2.
- Potter, Karl H. (1991). Presuppositions of India's Philosophies. Motilal Banarsidass. стр. 98. ISBN 978-81-208-0779-2.
- Dasgupta, Surendranath (1922—1955). A History of Indian Philosophy. 1—5. London: Cambridge University Press. Vol. 1 | Vol. 2 | Vol. 3 | Vol. 4 | Vol. 5.
- Potter, Karl H., ур. (1970—2019). Encyclopedia of Indian Philosophers. 1–25-. Delhi: Motilal Banarsidass. Архивирано из оригинала 01. 02. 2022. г. Приступљено 02. 11. 2022. Ongoing monographic series project.
- Radhakrishnan, Sarvepalli;  and Moore, Charles A. A Source Book in Indian Philosophy.  Princeton University Press; 1957. Princeton paperback 12th edition, 1989.  0-691-01958-4.
- Rambachan, Anantanand. "The Advaita Worldview: God, World and Humanity." 2006.
- Zilberman, David B., The Birth of Meaning in Hindu Thought.  D. Reidel Publishing Company, Dordrecht, Holland, 1988.  90-277-2497-0..  Chapter 1.  "Hindu Systems of Thought as Epistemic Disciplines".